# Хермансен, Мадс
Мадс Хермансен (дат. Mads Hermansen; родился 11 июля 2000 года, Оденсе, Дания) — датский футболист, вратарь английского клуба «Вест Хэм Юнайтед».

## Клубная карьера
Хермансен — воспитанник клубов «Нэсти» и «Брондбю». 18 июля 2021 года в матче против «Орхус» он дебютировал в датской Суперлиге в составе последнего. В своём дебютном сезоне Мадс помог клубу выиграть чемпионат.

## Карьера в сборной
В 2021 году Хермансен в составе молодёжной сборной Дании принял участие в молодёжном чемпионате Европы в Венгрии и Словении. На турнире он был запасным и на поле не вышел.

## Достижения
«Брондбю»
- Чемпион датской Суперлиги: 2020/21